# Margarites kophameli
Margarites kophameli is een slakkensoort uit de familie van de Margaritidae. De wetenschappelijke naam van de soort is voor het eerst geldig gepubliceerd in 1905 door Strebel.